# Histoire de Marie et Julien
Pour plus de détails, voir Fiche technique et Distribution.
Histoire de Marie et Julien est un film franco-italien réalisé par Jacques Rivette, avec un scénario de Pascal Bonitzer, Christine Laurent et Jacques Rivette, sorti en 2003.

## Synopsis
Julien retrouve Marie. Disparue de sa vie depuis des mois, peut-être des années. Après en avoir rêvé, il va croiser, dans la réalité, cette même Marie au coin d'une rue.
Julien est horloger, il répare les immenses pendules démantibulées qui encombrent son atelier, offrant des cadrans aveugles aux heures arrêtées. Mais il est aussi maître chanteur. Il menace et rançonne Madame X, élégante et ravissante faussaire en tissus asiatiques anciens. Julien aime Marie ; celle-ci a l'air de le lui rendre, mais Julien ne comprend pas que Marie soit si étrange.
Julien cache son second métier d'escroc, Marie cache… on ne sait quoi. Ses rapports avec Madame X, ses visites à un curieux salon où elle retrouve une sœur de Madame X, la reconstitution d'une chambre bleue sous les combles de la maison de banlieue de Julien.

## Fiche technique
- Titre : Histoire de Marie et Julien
- Réalisation : Jacques Rivette
- Scénario : Jacques Rivette, Pascal Bonitzer, Christine Laurent
- Photographie : William Lubtchansky
- Son: Florian Eidenbenz
- Montage : Nicole Lubtchansky
- Décors : Manu de Chauvigny
- Costumes : Laurence Struz
- Sociétés de production : Pierre Grise Productions, Cinemaundici
- Durée : 145 minutes

## Distribution
- Jerzy Radziwilowicz : Julien Müller
- Emmanuelle Béart : Marie Delambre
- Anne Brochet : Madame X
- Bettina Kee (Ornette) : Adrienne, la sœur de Madame X.
- Olivier Cruveiller : Vincent Lehmann, l'éditeur ancien patron de Marie
- Nicole Garcia : l'amie de Marie
- Mathias Jung : le concierge

## Commentaires
Ce film, d'une durée de 2 h 25, était en projet depuis 27 ans. À l'origine il devait faire partie d'une tétralogie baptisée Les Filles du feu, avec Duelle, Noroît, et une comédie musicale constituant le quatrième volet.

Le thème des relations entre vivants et morts est traité tantôt sur le mode du surnaturel et tantôt sur celui du fantasme.